# Valentin Grigor'evič Rasputin
Valentin Grigor'evič Rasputin in russo Валентин Григорьевич Распутин? (Atalanka, 15 marzo 1937 – Mosca, 14 marzo 2015) è stato uno scrittore russo, uno degli autori più importanti delle cosiddetta "prosa contadina" sviluppatasi in Russia nel XX secolo .